# Blackfish Lake (Yukon-Koyukuk Census Area, Alaska)

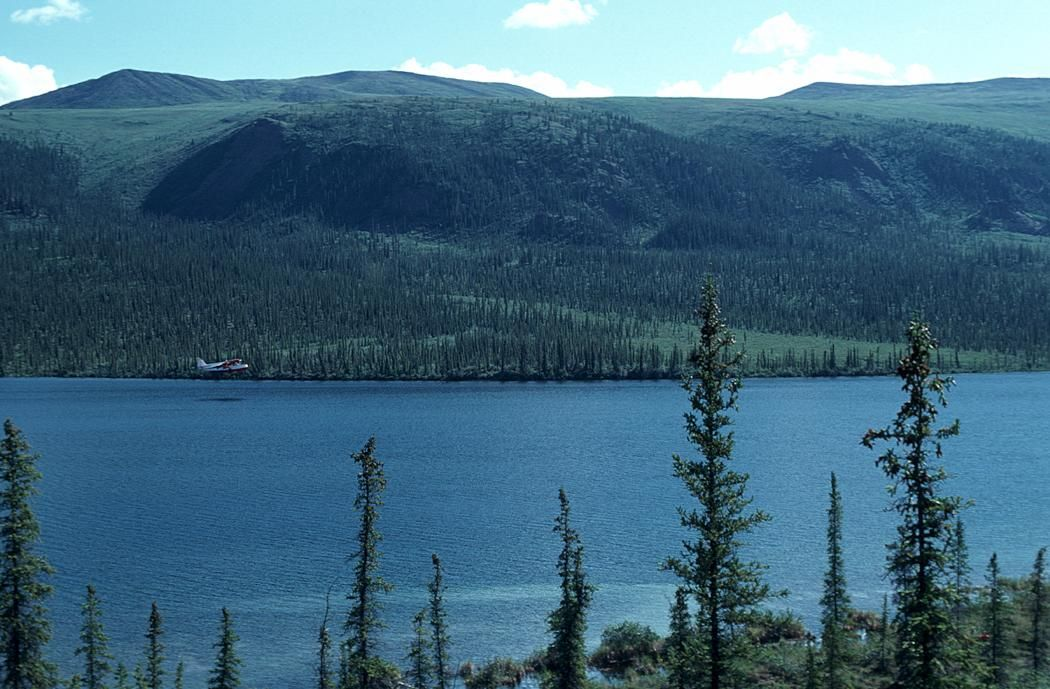
Blick über den See nach Nordosten; links im Hintergrund der Swan Mountain

Der Blackfish Lake (englisch für „Schwarzfisch-See“) ist ein 1,2 km² großer See in der Yukon-Koyukuk Census Area im Nordosten des US-Bundesstaates Alaska. Der Seename stellt die Übersetzung eines Wortes aus der Sprache der Gwichʼin dar und wurde 1956 von T. E. Taylor vom U.S. Geological Survey (USGS) übernommen.

## Lage
Der 636 m hoch gelegene Blackfish Lake befindet sich 12,5 km nordöstlich von Arctic Village am Fuße des 1246 m hohen Swan Mountain, der zu den südlichsten Ausläufern der Brookskette gehört. Der See besitzt einen Abfluss zum 5 km weiter westlich verlaufenden 
East Fork Chandalar River. Der Blackfish Lake besitzt eine Längsausdehnung in NNW-SSO-Richtung von 2,58 km sowie eine maximale Breite von 0,62 km. Das Einzugsgebiet beträgt ungefähr 14,5 km². Der im Schutzgebiet Arctic National Wildlife Refuge gelegene Blackfish Lake ist einer der größeren Seen in der Umgebung.
Der Blackfish Lake wird als Landeplatz für Wasserflugzeuge genutzt.